# Kobylniczka
Kobylniczka (deutsch Adlig Kublitz, kaschubisch Szlacheckô Kòbëlnica) ist ein Teil der Stadt Kobylnica ((Königlich) Kublitz) in der polnischen Woiwodschaft Pommern.

## Geographische Lage
Die Ortschaft liegt in Hinterpommern und ist der südliche Teil von Kobylnica (Kublitz) – am südlichen Stadtrand von Słupsk (Stolp). Sie  grenzt im Osten an die Uferwiesen der Stolpe und im Süden an ausgedehnte Ackerflächen bis hin nach Łosino (Lossin). 

## Geschichte
Cobelniz, Cubbelitze, Cubbelnitz und Cubbelnie sind als frühere Ortsbezeichnungen überliefert. Die Ortschaft bildete bereits bei ihrer Gründung mit (Königlich) Kublitz ein Dorf, das die Form eines Gassendorfes hatte. Erstmals taucht der Name in einer Urkunde von 1315 auf, als Waldemar von Brandenburg dem Kasimir Swenzo und seinen Erben den Besitz des Dorfes als Lehen bestätigte. Ein Teil von Kublitz wurde ein Lehen der Familie Puttkamer, die auf Lossin (Łosino) und Krampe (Krępa Słupska) begütert waren.
Der nördlich des Kamenz-Bachs gelegene Teil von Kublitz wurde 1734/35 von Angehörigen der Familie Puttkamer auf Plassow (Płaszewo) an den Domänenfiskus verkauft und dann dem Amt Stolp zugeschlagen. Die andere Hälfte verblieb im Hause Lossin der Puttkamers und wurde seit dem 18. Jahrhundert Adlig Kublitz genannt. Um 1784 wurden hier sieben Bauern, zwei Kossäten und insgesamt 13 Haushaltungen gezählt. Seit 1877 war Maximilian von Puttkamer bis 1904 Besitzer auf Lossin mit Adlig Kublitz. Im Jahr 1925 wurden in Adlig Kublitz 63 Wohngebäude gezählt.
Im Jahre 1939 war der Ort ein Bauerndorf mit 54 landwirtschaftlichen Betrieben. Die Gemeindefläche betrug 463 Hektar. In der Gemeinde gab es insgesamt vier Wohnorte:
- Adlig Kublitz
- Chausseehaus
- Untermühle
- Wernersbrunn

Die Gemeinde hatte 493 Einwohner, die auf 127 Haushaltungen verteilt waren.
Adlig Kublitz gehörte bis 1945 zum Amtsbezirk Lossin im Landkreis Stolp im Regierungsbezirk Köslin der Provinz Pommern. Standesamtlich war der Ort ebenfalls mit Lossin verbunden, während das zuständige Amtsgericht dasjenige in Stolp war.
Anfang März 1945, gegen Ende des Zweiten Weltkriegs zogen zahlreiche Flüchtlingstrecks durch das Dorf. Am 6. März 1945 wurde für das Dorf der Räumungsbefehl gegeben, am Morgen des nächsten Tages begann ein Teil der Einwohner mit der Flucht, viele blieben aber. Der Flüchtlingstreck kam kaum über Stolp hinaus und wurde von sowjetischen Truppen überrollt. In der Nacht zum 8. März 1945 oder am frühen Morgen des 9. März wurde Adlig Kublitz von sowjetischen Truppen besetzt, wobei ein Bauernhof und ein Wohnhaus in Flammen aufgingen. Im Dorf befanden sich zu dem Zeitpunkt mehrere Trecks aus Westpreußen und Ostpreußen. Der Bürgermeister der Gemeinde wurde festgenommen und starb im Gefängnis Danzigs. Im September 1945 übernahmen Polen das Dorf und vertrieben die deutsche Dorfbevölkerung. Adlig Kublitz wurde in Kobylniczka umbenannt.
Später wurden in der Bundesrepublik Deutschland 231 und in der DDR 109 aus Adlig Kublitz vertriebene Dorfbewohner ermittelt.
Das Dorf ist heute in wieder in das Dorf (seit 2025 Stadt) Kobylnica eingegliedert. Es gehört zum Powiat Słupski in der Woiwodschaft Pommern (1975–1998 Woiwodschaft Słupsk).

### Kirche
Die vor 1945 in Adlig Kublitz anwesende Bevölkerung war fast ausnahmslos evangelischer Konfession. Das Dorf gehörte zur Kirchengemeinde Kublitz (heute polnisch: Kobylnica), die ihrerseits in die Kirchengemeinde der Schlosskirche Stolp eingegliedert war. Sie gehörte zum Kirchenkreis Stolp-Altstadt im Ostsprengel der Kirchenprovinz Pommern der Kirche der Altpreußischen Union.
Seit 1945 ist die Einwohnerschaft von Kobylniczka überwiegend katholisch. Das Dorf gehört zu der nun selbständigen Pfarrei Kobylnica (Kublitz), die dem Dekanat Słupsk-Zachód (Stolp-West) im Bistum Köslin-Kolberg der Katholischen Kirche in Polen zugeordnet ist. Hier lebende evangelische Kirchenglieder gehören heute zum Pfarramt der Kreuzkirche in Słupsk.

## Schule
Adlig Kublitz und (Königlich) Kublitz hatten vor 1945 eine gemeinsame Schule. Der Sitz des Schulverbandes befand sich in Kublitz, die Schule selbst aber in Adlig Kublitz. Es handelte sich 1931 um eine sechsstufige Volksschule mit sechs Klassen und vier Lehrern, die 242 Schulkinder unterrichteten.

## Verkehr
Mitten durch den Ort verläuft die polnische Landesstraße 21 (Słupsk – Miastko (Rummelsburg), ehemalige deutsche Reichsstraße 125). 
Bahnanschluss erhält Kobylniczka über die Station Kobylnica Słupska an der Staatsbahnlinie Piła (Schneidemühl) - Ustka (Stolpmünde).